# Déclaration constitutionnelle du 6 février 2015
Pour les articles homonymes, voir Constitution du Yémen.
Mécanisme de la transition au Yémen
La Déclaration constitutionnelle du 6 février 2015 (arabe : الإعلان الدستوري للحوثيين) est la constitution provisoire appliquée depuis 2015 dans les territoires contrôlés par le Comité révolutionnaire et le Conseil politique suprême.
Par la déclaration constitutionnelle, les Houthis, ont annoncé l'instauration de ce Conseil présidentiel, chargé de diriger la transition pour une durée de deux ans, contre un an comme initialement prévu. Aussi, les Houthis annoncent la dissolution de Chambre des députés et le remplacement par un Conseil national de 551 membres, chargé de nommer les membres du Conseil présidentiel, qui à son tour nomme un nouveau gouvernement. Enfin, ils prévoient d'élargir le Conseil consultatif et de le rebaptiser Conseil populaire de transition. Mohammed Ali al-Houthi prend le pouvoir.

## Sources